# Катамай, Дмитрий Теодорович
Дмитрий Теодорович Катамай (укр. Катамай Дмитро Теодорович; 28 сентября 1887, село Ямница, Королевство Галиции и Лодомерии, Австро-Венгрия — 2 апреля 1935, Вена, Австрия) — австро-венгерский и украинский военный деятель, публицист и общественный деятель. Утвердил проект стрелкового головного убора — мазепинку.

## Биография
Родился в деревне Ямница, Королевства Галиции и Лодомерии, Австро-Венгерской империи (сегодня Тысменицкого района Ивано-Франковской области).
До войны был генеральным писцом Сечевого Союза Кирилла Трилевского, после председателем стрелковой секции при Сечевом союзе, членом главной управы Украинской Радикальной партии. В августе 1914 года как старшина запаса австро-венгерской армии был переведен в Легион УСС.
В годы войны — секретарь Боевой управы, командир штаба УСС в Вене. В октябре 1918 года стал членом Центрального Военного Комитета, который занимался организацией Ноябрьского восстания.
В 1919 году в чине полковника участвует в организации Корпуса жандармерии УНР. Впоследствии переходит в министерство пропаганды, где работает в должности вице-директора департамента.
С 1920 года в эмиграции в Вене, работает в украинском книжном магазине, участвует в общественной жизни украинской общины.
Умер 2 апреля 1935 года. Похоронен 8 апреля 1935 года на Венском Центральном кладбище.